# Schlacht bei Straßburg (506)
Die Schlacht bei Straßburg des Jahres 506 ist eine von einigen Forschern postulierte „dritte“ Schlacht, die zwischen den Alamannen und den Franken stattgefunden haben soll und die Unterwerfung und Eingliederung der nördlichen Alamannen ins Fränkische Reich zur Folge hatte, während die südlichen Alamannen sich unter den Schutz des ostgotischen Königs Theoderich des Großen stellten.

## Geschichtsquellen
Die Geschichtsquellen geben nur indirekte Hinweise auf eine mögliche dritte Schlacht zwischen den Alamannen und Franken. Ein Brief Theoderichs des Großen aus dem Jahre 506/7 an den Merowingerkönig Chlodwig I. spricht von Kämpfen, die Chlodwig mit den Alamannen führte. Darin fordert Theoderich seinen Schwager auf, seinen Zorn gegen die Alamannen zu mäßigen und nur die Treuebrüchigen zu bestrafen und die Kämpfe gegen die restlichen Alamannen einzustellen. Diese stellte Theoderich unter seinen persönlichen Schutz. Ein Panegyricus des Ennodius auf Theoderich den Großen spricht übertreibend von einem Sieg Theoderichs über die Alamannen.

## Geschichtlicher Hintergrund
In der Schlacht von Zülpich anno 496 erlitten die Alamannen gegen Chlodwig eine schwere Niederlage. Als Folge davon scheint ein Teil der Alamannen unter die Macht der Merowinger gekommen zu sein. Aus dem Brief Theoderichs ist zu entnehmen, dass später diese Alamannen gegenüber Chlodwig vertragsbrüchig wurden und dass es deswegen zu Verfolgungen und weiteren Kämpfen zwischen Chlodwig und den Alamannen kam. Einige Forscher nahmen an, dass im Jahr 506 eine dritte Schlacht zwischen den Alamannen und Franken ausgefochten wurde, obwohl die Quellen kein Datum nennen. Sicher dagegen ist, dass es zwischen den Jahren 496 und 506 zu weiteren Kämpfen gekommen war. Ein Austragungsort dieser Kämpfe ist nirgends überliefert; dass es explizit Straßburg gewesen sein soll, bleibt eine Vermutung einiger Forscher.

## Die Folgen der Schlacht

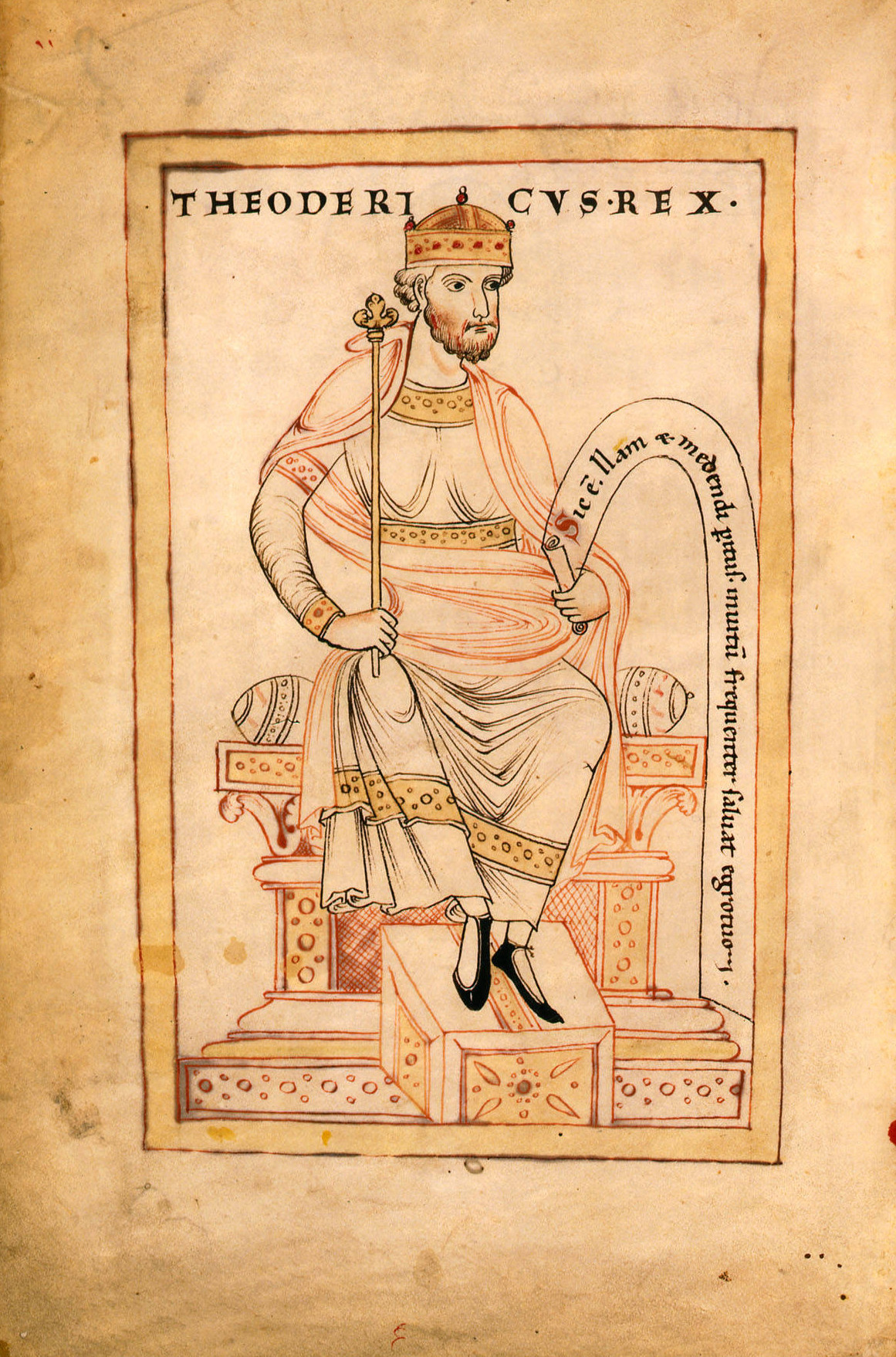
Theoderich der Große, König der Ostgoten

### Gebietsverlust
Als Folge der verlorenen Kämpfe zwischen 496 und 506 gegen die Franken geriet das nördliche alamannische Siedlungsgebiet, vermutlich bis zur heutigen Dialektgrenze zwischen dem Alemannischen und Südfränkischen, endgültig unter fränkische Herrschaft.

### Zuflucht bei Theoderich
Ein Teil der Alamannen floh offensichtlich in den Süden nach Rätien und stellte sich dort unter den Schutz des Ostgotenkönigs Theoderich. Dieser wandte sich an seinen Schwager Chlodwig I. und legte für die Alamannen Fürsprache ein, erkannte jedoch den Zorn Chlodwigs für berechtigt an. Er bat darum die Hauptschuldigen zu bestrafen und empfahl Mäßigung bei den Urteilen. Theoderich versprach, dass er dafür sorgen werde, dass sich die Alamannen, die sich in Rätien befanden, ihrerseits ebenfalls ruhig verhielten. Zwischen den Zeilen machte Theoderich damit klar, dass er damit auf das strittige Gebiet Rätiens Anspruch erhob und die Alamannen als Druckmittel gegen Chlodwig einsetzen werde, falls dieser seine Vorherrschaft dort nicht anerkennen würde.